# Rana pseudodalmatina
Rana pseudodalmatina – gatunek płaza bezogonowego z rodziny żabowatych (Ranidae). Występuje endemicznie na południowym brzegu Morza Kaspijskiego – w ostanach Mazandaran, Golestan, Gilan i Ardabil w Iranie oraz w południowo-wschodnim Azerbejdżanie; jedno stare stwierdzenie pochodzi z Turkmenistanu z gór Kopet-dag, ale płaz ten najprawdopodobniej tam wymarł. Prawdopodobnie zamieszkuje zalesione i otwarte obszary leśne.
Skrzek składany jest w płytkich wodach. U kijanek stwierdzono kanibalizm. Metamorfoza trwa od początku kwietnia do końca czerwca. U tego gatunku stwierdzono zakażanie wirusem Haplometra cylindracea oraz Oswaldocruzia filiformis. Płaz opisany w 1971 roku jako podgatunek żaby kaukaskiej (R. macrocnemis). 
W Czerwonej księdze gatunków zagrożonych Międzynarodowej Unii Ochrony Przyrody i Jej Zasobów został zaliczony do kategorii LC (najmniejszej troski). Zagrożeniami dla tego gatunku są utrata siedlisk wskutek bezładnej rozbudowy miejskiej wzdłuż wybrzeży Morza Kaspijskiego, rozwoju rolnictwa oraz wycinki drzew. Na lokalne populacje mogą też wpływać susze.